# يان أولسون
يان أولسون (بالسويدية: Jan Olsson)‏ (مواليد 20 مارس 1942) هو لاعب كرة قدم. يلعب مع منتخب السويد لكرة القدم. سبق له أن لعب في كأس العالم لكرة القدم مع منتخب بلاده.

## روابط خارجية
- يان أولسون على موقع الاتحاد الدولي (مؤرشف)  (الإنجليزية)
- يان أولسون على موقع الاتحاد الأوربي (الإنجليزية)
- يان أولسون على موقع قاعدة بيانات كرة القدم.إي يو (الإنجليزية)
- يان أولسون على موقع ناشيونال فوتبول تيمز (الإنجليزية)
- يان أولسون على موقع عالم كرة القدم.نت (الإنجليزية)